# 施洗者圣约翰堂区 (路易斯安那州)
施洗者聖約翰堂區（英語：St. John the Baptist Parish）是位於美國路易斯安那州東部的一個堂區。面積901平方公里。根據美國2000年人口普查，共有人口43,044人。治所埃德加德（Edgard）。
成立於1807年3月31日。堂區名來自施洗者聖約翰堂區（以施洗者聖約翰命名）。1811年1月8日美国历史上规模最大的奴隶起义从这里开始。这个起义虽然很快就失败了，但是当时有200多名奴隶在河边的庄园里聚集，游行经过施洗者聖約翰縣走向新奥尔良寻求自由。
县内有三座国家级的19世纪庄园建筑范例。

## 历史
施洗者聖約翰縣是路易斯安那州的第二个永久性居住点。这个居民点是1720年代里被一群德国移民建立的。许多家庭在密西西比河岸建立了小镇。至1768年这个地区受法国统治。七年战争后路易斯安那落入西班牙统治。
与此同时，由于英国在加拿大的胜利一些法国裔的移民从今天的新斯科舍迁移到南路易斯安那。这样在当地德国和法国文化并存，但是法语成为主要语言。他们发展出来的文化被称为克里奥尔文化。
西班牙和法国政府在它们统治期间向最早的移民授予地权。这些地盘往往包括在河边的地，以便移民向新奥尔良和世界广场运输他们的产品。从河边这些地产一直延伸到沼泽地深处。
大多数运输是使用船进行的，这个情况一直持续到19世纪。施洗者聖約翰縣土地肥沃，高度在海面以上九英尺，因此是非常良好的农业区。18世纪末开始当地的庄园主开始对种植和处理甘蔗投资。由于他们需要人力，因此当地的非洲奴隶数目增加。对于庄园主和新奥尔良来说甘蔗意味着财富。
使用糖带来的财富一些庄园主建造了华美的庄园建筑。其中三座在施洗者聖約翰縣被保存下来。它们被看作拥有国家级的建筑和历史重要性。其中两座可以参观，一座正在修复。
1811年1月在施洗者聖約翰縣爆发了美国最大的奴隶起义。但是它持续的时间非常短，在整个过程中只有两名白人被杀，五座庄园受攻击，三座房子被焚毁。起义领导人之一是来自海地的有色自由人查尔·德斯隆德。他和他的响应者受到法国大革命和海地革命的影响。他在路上聚集了200多名奴隶，开入施洗者聖約翰縣开向新奥尔良。由于他们没有获得本来计划获得的武器，他们被当地装备精良的民兵击败。在战斗中，以及在此后短暂的法庭开庭和处决中德斯隆德和其他95名奴隶被杀。这件事发生在美国内战和解放奴隶前数十年，体现了人类对自由的向往。
随着居民点家庭数量的增加他们对孩子教育的需求也提高。在美国内战爆发前一般庄园主会雇佣家庭教师，这些家庭教师一般是北方学院里的教育工作者。他们一般在庄园主的家里住两年，他们教育庄园主的所有孩子，有时还会有邻居的孩子参加听课。
1869年想继续用法语教育他们的孩子的家庭设立了私人学校来继续他们的文化。这也正好是美國重建時期，政府在施洗者聖約翰縣开办了首座公费学校。
1909年施洗者聖約翰縣最早的中学建成。孩子们坐马车或者火车去上学。
整个施洗者聖約翰縣由八个村镇组成，河左岸主要是农业地区，这里主要种植甘蔗。河边有工业，其中包括化工厂、炼糖厂和一座炼油厂。

## 地理
施洗者聖約翰縣总面积901平方公里，其中567平方公里是陆地面积，334平方公里是水域面积，占总面积的37.07%。
施洗者聖約翰縣位于密西西比河畔，在密西西比河注入墨西哥湾的入海口上游约210千米处，在新奥尔良上游48千米处。这里自然资源丰富，气候温和，阳光充沛。当地的自然资源包括天然气、原油、磷、盐和皮毛。当地也出产大量硅沙、石灰岩、粘土、木材、海产品和不同的农业产品。
施洗者聖約翰縣被密西西比河分成两部分，虽然这两部分实际上位于密西西比的北面和南面，但是北面的依然被称为“东岸”，南面部分被称为“西岸”。密西西比河为当地的重工业提供了重要的运输途径。
施洗者聖約翰縣的东面是聖查爾斯縣和庞恰特雷恩湖，北面是马蕾帕思湖和庞恰特雷恩湖，南面是拉福什縣和阿勒曼湖，西面是聖詹姆斯縣。
施洗者聖約翰縣有620平方公里陆地面积，但是这些面积的相当大部分是沼泽地和池塘。沼泽地现在受联邦法保护，这里的开发有限，只有在美国陆军工程兵团和联邦野生和渔业局才能够批准在沼泽地进行开发。
县内比较高的地方是冲积平原，它们一般位于密西西比河两岸。密西西比河年度的大水和泥沙沉积给这里带来了营养丰富的土壤，使这里成为传统的农业地区（甘蔗、黄豆、饲料谷物和少数棉花）。加上河流是自然的运输道路使得这里产生了许多庄园和农庄。
许多这些庄园只是一长条地，上面有一座不很大的房子和棚子，一般建筑在比较高的地方。有些也有宫殿式的大厦，其中三幢被保护下来了。
岸边的高地被用来种植农作物，而沼泽地里则可以用来采集木材、打猎和钓鱼。至今为止施洗者聖約翰縣的绝大多数地区被看作是受到大水灾害威胁。

### 重要公路
- 10號州際公路
- 55号州际公路
- 51号美国国道
- 61号美国国道
- 18号路易斯安那州州道
- 44号路易斯安那州州道
- 3127号路易斯安那州州道
- 3188号路易斯安那州州道
- 3213号路易斯安那州州道

东岸的主通道是美国国道61。这条五股道的柏油路曾经是巴吞鲁日到新奥尔良的主街道。虽然它的使用率依然非常高但是今天两地间最重要的通道是10号州际公路，这条公路在北部穿过施洗者聖約翰縣，在县内有两个接口并与55号州际公路相交。
55号州际公路是南北走向，它通往杰克逊。
路易斯安那州州道44是一条两股道的柏油路，它沿密西西比河延伸，大多数施洗者聖約翰縣位于这条公路旁。
在西岸大多数开发的地区靠路易斯安那州州道18。这是一条两股道的柏油路，它延密西西比河伸展，与东岸的州道44平行。西岸还有州道3127，这条公路也与密西西比河平行，但是与州道18相比没有那么曲折，也没有那么多居民区，在施洗者聖約翰縣它的两边基本上都是沼泽地。
在施洗者聖約翰縣境内有一个密西西比河的摆渡。

### 周边县
- 坦吉帕霍阿縣（北）
- 庞恰特雷恩湖（东北）
- 聖查爾斯縣（东南）
- 拉福什縣（南）
- 聖詹姆斯縣（西）
- 阿森松縣（西北）
- 利文斯頓縣（西北）

## 人口
| 调查年                     | 人口   | 备注  | %±     |
| -------------------------- | ------ | ----- | ------ |
| 1900                       | 12,330 |       | —      |
| 1910                       | 14,338 |       | 16.3%  |
| 1920                       | 11,896 |       | −17.0% |
| 1930                       | 14,078 |       | 18.3%  |
| 1940                       | 14,766 |       | 4.9%   |
| 1950                       | 14,861 |       | 0.6%   |
| 1960                       | 18,439 |       | 24.1%  |
| 1970                       | 23,813 |       | 29.1%  |
| 1980                       | 31,924 |       | 34.1%  |
| 1990                       | 39,996 |       | 25.3%  |
| 2000                       | 43,044 |       | 7.6%   |
| 2006年估计                 | 48,537 | [ 3 ] |        |
| 施洗者聖約翰縣人口普查数据 |        |       |        |

根据2000年的人口普查施洗者聖約翰縣有43,044名居民，分14,283个户、11,312个家庭。其人口密度为每平方公里76人。其中52.58%是美国白人、44.76%是非裔美国人、0.26%是美洲土著人、0.53%是亚裔美国人、0.03%是太平洋土著人、0.85%是其他人中、0.98%是混血儿。西班牙裔和其他拉丁美洲裔的人占2.86%。
县内的14,283个户里43.0%有18岁以下的未成年人、56.1%是结婚夫妇、18.1%是带孩子的单身妇女、20.8%不是家庭、17.5%是单身汉、6.0%有65岁以上的老年人。平均每户2.98人，每个家庭平均3.38人。
县内的人口结构为31.2%在18岁以下、9.7%在18至24岁之间、30.2%在25至44岁之间、21.1%在45至64岁之间、7.8%在65岁以上。平均年龄为32岁。女子对男子的性别比为100：94.3。成年人的性别比为100：90.7。
县内每户的平均年收入为39,456美元，家庭的平均年收入为43,925美元。男子的平均年收入为37,293美元，女子的平均年收入为22,323美元。人均年收入为15,445美元。约13.9%的家庭和16.7%的人口生活在贫困线以下，其中包括21.7%的未成年人和17.8%的老年人。